# Новак, Терентий Фёдорович
Терентий Фёдорович Новак (1912—1983) — советский военный деятель, подполковник КГБ СССР, разведчик, партизан Великой Отечественной войны, Герой Советского Союза (1965).

## Биография
Терентий Новак родился 30 октября 1912 года в селе Гоща в семье крестьянина. Окончил неполную среднюю школу. Жил на Западной Украине, в то время входившей в состав Польши.
Активно занимался подпольной революционной деятельностью, в 1934 году вступил в коммунистическую партию, был членом Ровенского подпольного окружного комитета компартии, имел партийный псевдоним «Ятель».
В 1936 году, преследуемый польскими органами госбезопасности за организацию налёта на тюрьму и побега из неё политзаключённых, Новак скрылся в СССР. Вскоре по линии НКВД СССР он нелегально направлен назад. В 1939 году Новак был арестован польской политической полицией и осуждён к 30 годам лишения свободы, наказание отбывал в Люблинской крепости.
В сентябре 1939 года Новак был освобождён из тюрьмы. Проживал в Ровно, работал в Ровенском обкоме ВКП(б), был избран депутатом Народного Собрания Западной Украины.
В 1941 году он окончил второй курс исторического факультета Ровенского учительского института.
В июле 1941 года Новак был нелегально переправлен за линию фронта в Ровенскую область, где стал директором фабрики валенок, гребёнок и щёток.
Он возглавил ровенскую городскую подпольную организацию и занял должность секретаря подпольного Ровенского горкома ВКП(б). Стал организатором партизанского отряда, действовавшего на территории области во взаимодействии с отрядом Д. Н. Медведева.
Под руководством Новака было организовано большое количество диверсий против противника, спасено большое количество пленных советских бойцов и командиров. Группа Новака также неоднократно совершала покушения на рейхскомиссара Украины Эриха Коха, однако все они провалились.
В ночь с 30 на 31 июля 1943 года подпольщики Т. Ф. Новак и Л. Клименко вместе с партизанами из отряда Д. Н. Медведева участвовали в операции по ликвидации «сотни» украинских националистов под командованием «Вишни», занявших село Руда-Красная. Партизаны скрытно окружили и одновременно атаковали хаты в восточной части села, в которых находились националисты, в результате сотня была разгромлена, свыше 20 националистов были убиты, ещё 40 были взяты в плен (после окончания боя 18 пленных, в том числе атаман «Вишня», были доставлены в отряд, остальные мобилизованные рядовые были отправлены по домам), трофеями партизан стали 3 пулемёта и 52 винтовки.
После освобождения Ровенской области советскими войсками Новак в качестве командира парашютно-десантной группы под именем полковник Пётр Лесницкий был в июле 1944 года переброшен через линию фронта в Келецкое воеводство. Группа десантировалась в лесной массив Секерно-Ратайе в районе селения Радковице, где присоединилась к 1-й бригаде AL им. Земли Келецкой. В сентябре 1944 он стал командиром соединения партизанских интербригад Армии Людовой. Под его руководством были проведены три боевые операции и ряд диверсий, в результате которых было уничтожено 6 мостов, 18 эшелонов и большое количество солдат и офицеров противника.
После окончания войны Новак продолжил работу в органах государственной безопасности.
В 1965 году в звании подполковника он был уволен в запас.
Окончил Высшую партийную школу при ЦК КПСС, после чего жил во Львове и работал в Львовском отделении Общества по охране памятников истории и культуры.
Постановлением Госсовета ПНР от 17.01.1964 за номером 0/27 был удостоен Серебряного Креста ордена Virtuti Militari.
Указом Президиума Верховного Совета СССР от 10 мая 1965 года за «образцовое выполнение заданий командования в борьбе против немецко-фашистских захватчиков в тылу противника и проявленные при этом отвагу и геройство» подполковник Терентий Новак был удостоен высокого звания Героя Советского Союза.
Новак написал о своей деятельности в годы Великой Отечественной войны книги «Поединок» и «Пароль знают немногие» (первое издание 1966 г., второе издание 1975 г.).
Скончался 11 августа 1983 года, похоронен на родине.

## Произведения
- Новак Т. Поєдинок. Літературний запис Анатолія Стася — Київ: Політвидав України, 1974. — 590 с. / Літ. запис А. Стася. Київ, Політвидав України, 1989. — 554 с. (укр.)
- Новак Т. Пароль знают немногие / Герой Советского Союза Т. Ф. Новак; [лит. запись А. Стася; авториз. пер. с укр. Н. Бакаева]. — Изд. 2-е, испр. и доп. — М. : Воениздат, 1975. — 549, [12] с. : фот. — (Военные мемуары).

## Награды
- Медаль «Золотая Звезда»[1][2]
- орден Ленина[1][2]
- Был награждён медалями и иностранными наградами[1][2].